# Переволочнянська сільська рада (Буський район)
Переволочнянська сільська рада — орган місцевого самоврядування у Буському районі Львівської області з адміністративним центром у с. Переволочна.

## Загальні відомості
Історична дата утворення: 17 лютого 1991 року.

## Історія
23 лютого 2010 року Львівська обласна рада у Буському районі перейменувала Переволочненську сільраду на Переволочнянську.

## Населені пункти
Сільській раді підпорядковані населені пункти:
- с. Переволочна

## Склад ради
Рада складається з 12 депутатів та голови.